# Anton Walbrook
Adolf Anton Wilhelm Wohlbrück (n. 19 noiembrie 1896, Viena, Austro-Ungaria – d. 9 august 1967, Garatshausen⁠(d), Feldafing, Bavaria, Germania) a fost un actor austriac. Este cel mai cunoscut (în Regatul Unit) ca Anton Walbrook.

## Biografie
Walbrook s-a născut în Viena, Austria, ca Adolf Wohlbrück. El a fost fiul Giselei Rosa (Cohn) și al lui Adolf Ferdinand Bernhard Hermann Wohlbrück. Arborele său genealogic cuprinde zece generații de actori, deși tatăl său a rupt tradiția și a fost un clovn de circ. Walbrook a studiat cu regizorul Max Reinhardt și a început o carieră în teatrul și cinematograful austriac.
În 1936, el a mers la Hollywood pentru a rejuca în limba engleză dialogurile filmului  RKO Pictures The Soldier and the Lady bazat pe romanul lui Jules Verne, Mihail Strogoff. Adolf și-a schimbat numele în Anton. Walbrook nu s-a mai întors în Austria deoarece era homosexual și, pe baza legilor de la Nürnberg, era considerat pe jumătate evreu (mama lui era evreică), el s-a stabilit în Anglia și a continuat să lucreze ca actor de film. A jucat mai ales în filme britanice în perioada celui de-al doilea război mondial.
El a jucat rolul lui Otto Sylvus în prima producție din Londra a piesei Design for Living la Teatrul Haymarket în 25 ianuarie 1939 (piesa lui Noël Coward a fost mutată mai târziu la Teatrul Savoy). Spectacolul a fost jucat de 233 de ori, Walbrook a jucat alături de Diana Wynyard ca Gilda și Rex Harrison ca Leo. În 1952, a apărut la Coliseum în rolul lui Cosmo Constantine în muzicalul Call Me Madam, în această piesă au mai jucat actorii Billie Worth, Jeff Warren și Shani Wallis (în înregistrarea EMI).
Producătorul și regizorul Herbert Wilcox l-a distribuit în rolul prințului Albert în Victoria the Great (1937), iar Walbrook a apărut și în continuarea acestui film, Sixty Glorious Years, anul următor. A jucat rolul lui Charles Boyer în refacerea de la Hollywood a filmului Gaslight în regia lui Thorold Dickinson. În filmul Dangerous Moonlight (Suicide Squadron, 1941), o melodramă romantică, el a jucat rolul lui Stefan Radecki, un pianist și aviator polonez în timpul celui de-al doilea război mondial.
A jucat în câteva filme produse de echipa Michael Powell (1905–1990) și Emeric Pressburger (1902–1988): ca ofițerul german de treabă Theo Kretschmar-Schuldorff în The Life and Death of Colonel Blimp (Viața și moartea colonelului Blimp, 1943) sau ca impresarul tiranic Lermontov în Pantofiorii roșii (1948), bazat pe povestea „Pantofiorii cei roșii” de Hans Christian Andersen. În filmul thriller-fantastic The Queen of Spades, regizat de Dickinson și bazat pe o povestire gotică scrută a lui Aleksandr Pușkin, a jucat alături de Edith Evans. În filmul Caruselul regizat de Max Ophüls în 1950 a jucat maestrul de ceremonii de la circ; în Lola Montès regizat de Ophüls în 1955 a jucat rolul regelui Ludovic al II-lea al Bavariei.
Co-vedeta din Pantofiorii roșii, Moira Shearer și-a reamintit că Walbrook era singur, purta ochelari întunecați și mânca singur. S-a retras din cariera cinematografică la sfârșitul anilor 1950, iar în ultimii săi ani a apărut în producții europene de teatru și de televiziune. 
Walbrook a murit de un atac de cord la Garatshausen, Bavaria, Germania în 1967. Cenușa lui a fost dusă în cimitirul Bisericii Sf. Ioan din Hampstead, Londra, așa cum a cerut în testamentul său.

## Referințe

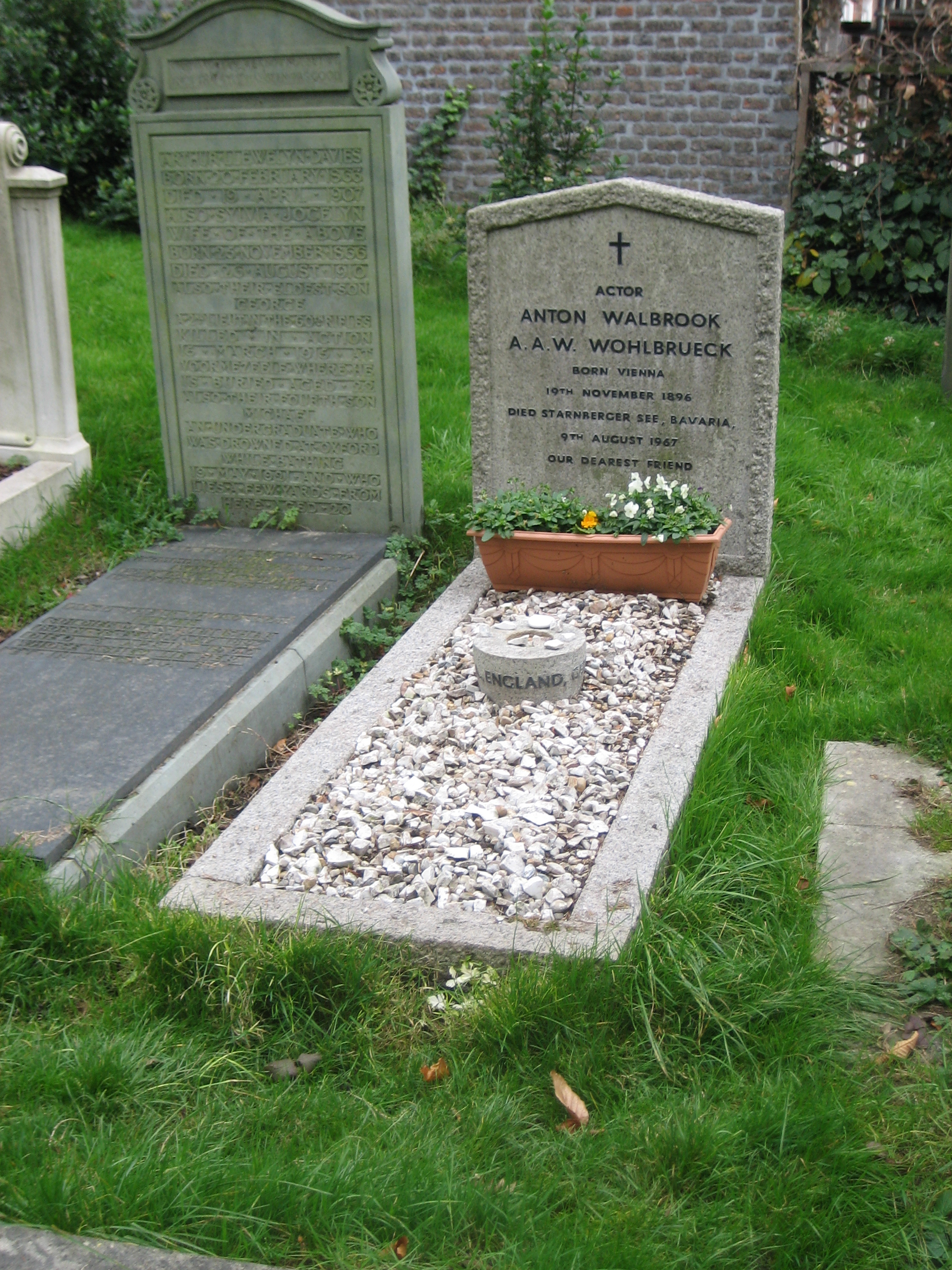
Mormântul lui Anton Walbrook, Cimitirul Hampstead, Londra

## Filmografie
| An   | Film                                | Rol                         | Limba    | Regizor                                 | Notes                                                           |
| ---- | ----------------------------------- | --------------------------- | -------- | --------------------------------------- | --------------------------------------------------------------- |
| 1923 | Martin Luther                       |                             | film mut | Karl Wüstenhagen                        |                                                                 |
| 1924 | Mater dolorosa                      |                             | film mut | Joseph Delmont                          |                                                                 |
| 1925 | Der Fluch der bösen Tat             | Axel                        | film mut | Max Obal                                |                                                                 |
| 1931 | Salto Mortale                       | Robby                       | germană  | E. A. Dupont                            |                                                                 |
| 1932 | Der Stolz der 3. Kompanie           | Prinz Willibald             | germană  | Fred Sauer                              |                                                                 |
| 1932 | Drei von der Stempelstelle          | Max Binder                  | germană  | Eugen Thiele                            |                                                                 |
| 1932 | Die fünf verfluchten Gentlemen      | Petersen                    | germană  | Julien Duvivier                         | versiunea în limba germană a filmului francez Moon Over Morocco |
| 1932 | Melodie der Liebe                   | Kapellmeister               | germană  | Georg Jacoby                            |                                                                 |
| 1932 | Baby                                | Lord Cecil                  | germană  | Karel Lamač                             |                                                                 |
| 1933 | Walzerkrieg                         | Johann Strauss              | germană  | Ludwig Berger                           |                                                                 |
| 1933 | Keine Angst vor Liebe               | Helmut Höfert               | germană  | Hans Steinhoff                          |                                                                 |
| 1933 | Viktor und Viktoria                 | Robert                      | germană  | Reinhold Schünzel                       |                                                                 |
| 1934 | Georges et Georgette                | Robert                      | franceză | Reinhold Schünzel, Roger Le Bon         | versiunea în limba germană a Georges et Georgette               |
| 1934 | Die vertauschte Braut               | Charles                     | germană  | Karel Lamač                             |                                                                 |
| 1934 | Maskerade in Wien                   | Ferdinand von Heideneck     | germană  | Willi Forst                             |                                                                 |
| 1934 | Eine Frau, die weiß, was sie will   | Axel Basse                  | germană  | Victor Janson                           |                                                                 |
| 1934 | Die Englische Heirat                | Warwick Brent               | germană  | Reinhold Schünzel                       |                                                                 |
| 1935 | Regine                              | Frank Reynold               | germană  | Erich Waschneck                         |                                                                 |
| 1935 | Zigeunerbaron                       | Sandor Barinkay             | germană  | Karl Hartl                              |                                                                 |
| 1935 | Le Baron tzigane                    | Sandor Barinkay             | franceză | Karl Hartl, Henri Chomette              | versiunea în limba franceză a The Gypsy Baron                   |
| 1935 | Ich war Jack Mortimer               | Fred Sponer                 | germană  | Carl Froelich                           |                                                                 |
| 1935 | Der Student von Prag                | Balduin                     | germană  | Arthur Robison                          |                                                                 |
| 1936 | Der Kurier des Zaren                | Michael Strogoff            | germană  | Richard Eichberg                        |                                                                 |
| 1936 | Michel Strogoff                     | Michael Strogoff            | franceză | Richard Eichberg, Jacques de Baroncelli | versiunea în limba franceză a Der Kurier des Zaren              |
| 1936 | Allotria                            | Philip                      | germană  | Willi Forst                             |                                                                 |
| 1936 | Port Arthur                         | Boris Ranewsky              | franceză | Nicolas Farkas                          |                                                                 |
| 1936 | Port Arthur                         | Boris Ranewsky              | germană  | Nicolas Farkas                          | versiunea în limba germană a Port Arthur                        |
| 1937 | The Soldier and the Lady            | Michael Strogoff            | engleză  | George Nicholls Jr.                     | Refacere a The Czar's Courier                                   |
| 1937 | Victoria the Great                  | Prince Albert               | engleză  | Herbert Wilcox                          |                                                                 |
| 1937 | The Rat                             | Jean Boucheron              | engleză  | Jack Raymond                            |                                                                 |
| 1938 | Sixty Glorious Years                | Prince Albert               | engleză  | Herbert Wilcox                          |                                                                 |
| 1940 | Gaslight                            | Paul Mallen                 | engleză  | Thorold Dickinson                       |                                                                 |
| 1941 | Dangerous Moonlight                 | Stefan Radetzky             | engleză  | Brian Desmond Hurst                     |                                                                 |
| 1941 | 49th Parallel                       | Peter                       | engleză  | Powell and Pressburger                  |                                                                 |
| 1943 | The Life and Death of Colonel Blimp | Theo Kretschmar-Schuldorff  | engleză  | Powell and Pressburger                  |                                                                 |
| 1945 | The Man from Morocco                | Karel Langer                | engleză  | Mutz Greenbaum                          |                                                                 |
| 1948 | The Red Shoes                       | Boris Lermontov             | engleză  | Powell and Pressburger                  |                                                                 |
| 1949 | The Queen of Spades                 | Capt. Herman Suvorin        | engleză  | Thorold Dickinson                       |                                                                 |
| 1950 | La Ronde                            | Master of Ceremonies        | franceză | Max Ophüls                              |                                                                 |
| 1950 | König für eine Nacht                | Graf von Lerchenbach        | germană  | Paul May                                |                                                                 |
| 1951 | Wiener Walzer                       | Johann Strauss              | germană  | Emil-Edwin Reinert                      |                                                                 |
| 1954 | L'affaire Maurizius                 | Grégoire Waremme            | franceză | Julien Duvivier                         |                                                                 |
| 1955 | Oh... Rosalinda!!                   | Dr. Falke                   | engleză  | Powell and Pressburger                  |                                                                 |
| 1955 | Lola Montès                         | King Ludwig I of Bavaria    | franceză | Max Ophüls                              |                                                                 |
| 1957 | Saint Joan                          | Cauchon, Bishop of Beauvais | engleză  | Otto Preminger                          |                                                                 |
| 1958 | I Accuse!                           | Major Esterhazy             | engleză  | José Ferrer                             |                                                                 |

### Televiziune (Germania de Vest)
| An   | Emisiune TV            | Rol                 | Note                          |
| ---- | ---------------------- | ------------------- | ----------------------------- |
| 1960 | Venus im Licht         | Ducele de Altair    | bazat pe Venus Observed       |
| 1962 | Laura                  | Waldo Lydecker      | bazat pe Laura                |
| 1964 | Der Arzt am Scheideweg | Sir Colenso Ridgeon | bazat pe The Doctor's Dilemma |
| 1966 | Robert und Elisabeth   |                     |                               |